# Parc de Särkänniemi
Pour les articles homonymes, voir Särkänniemi.
Särkänniemi est un parc à thème finlandais situé dans la région de Pirkanmaa, à Tampere dans le quartier de Särkänniemi. 

## Parc d'attractions
Le parc comprend un aquarium, un planétarium, un zoo pour enfants, un musée d'art (Sara Hildén Art Museum), une tour d'observation (Näsinneula), un parc d'attractions et un grand delphinarium.
Il appartient à la ville de Tampere et attire environ 600 000 visiteurs par an.

### Les montagnes russes
| Nom        | Type                             | Constructeur  | Année d'ouverture | Photo |
| ---------- | -------------------------------- | ------------- | ----------------- | ----- |
| Hype       | Montagnes russes lancées navette | Premier Rides | 2017              |       |
| MotoGee    | Montagnes russes de motos        | Zamperla      | 2010              |       |
| Tornado    | Montagnes russes inversées       | Intamin       | 2001              |       |
| Vauhtimato | montagnes russes en métal        | Zierer        | 1984              |       |

### Attractions aquatiques

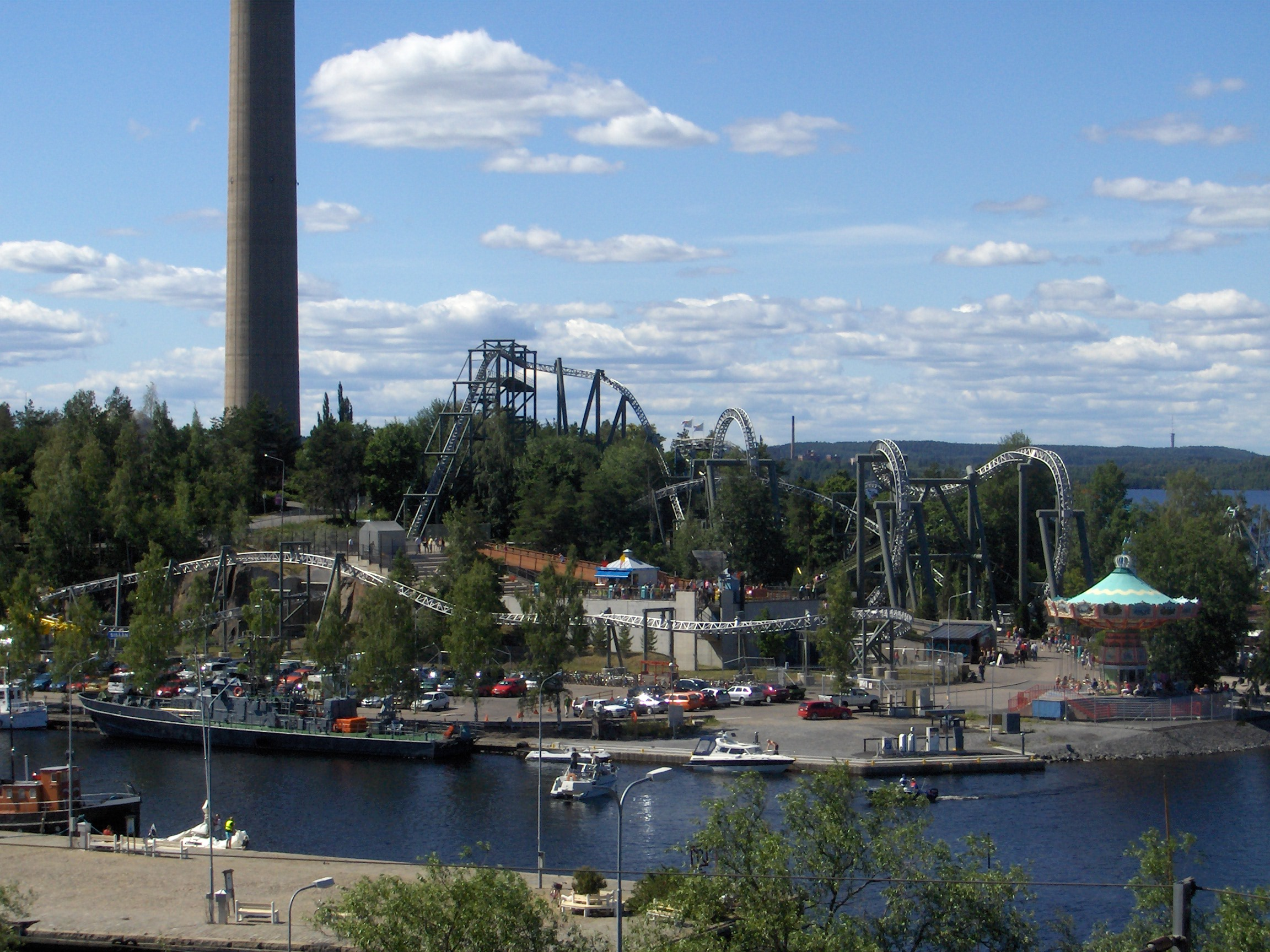
Vue globale du parc

- Koskiseikkailu - Rivière rapide en bouées (Intamin), 2000
- Tukkijoki - Bûches (Reverchon), 1983

### Autres attractions
- Angry Birds Land - Balançoires, manèges (Lighthouse, Angry Birds Ride, Angry Birds Adventure Course, ...), bornes d'arcade pour jouer à Angry Birds, jeux d'escalade (Pig Popper), 2012[1]

- Audi Racing - Autos tamponneuses, (Reverchon International Design) 1986
- Crazy Bus - Crazy Bus
- Hurricane - (Mondial Rides), 1991
- Huvimaka-Karuselli - Pavillon Dansant (Gerstlauer)
- Ilmaveivi - Chaises volantes, 1990
- Karamelli-Karuselli - Carrousel
- Kantti x kantti - Balade en tacots, 1981
- Pikku Hinaaja - Tour de chute (Zamperla), 2012
- Metkula Fun House - Palais du rire
- Näsinneula Observation Tower - Tour d'observation (168m de haut), 1971
- Orlochlessin Torni - Parcours scénique, 2000
- Pikku Hinaaja - Rockin' Tug (Zamperla), 2004
- Take Off - (Huss Rides), 2006
- Troika - Troïka (Huss Rides), 1975
- Tyrsky - Disk'O Coaster (Zamperla), 2009
- Viikinkilaiva - Bateau à bascule (Zierer), 1988

### Anciennes attractions
| Nom         | Type                                 | Constructeur      | Année d'ouverture | Année de fermeture | Photo |
| ----------- | ------------------------------------ | ----------------- | ----------------- | ------------------ | ----- |
| Jet Star    | Montagnes russes en métal / Jet Star | Anton Schwarzkopf | 1980              | 2012               |       |
| Korkkiruuvi | Montagnes russes assises / Whirlwind | Vekoma            | 1987              | 2009               |       |
| Half Pipe   | Half Pipe Coaster                    | Intamin           | 2003              | 2019               |       |
| Trombi      | Montagnes russes volantes            | Zamperla          | 2005              | 2023               |       |
| Aikamatto   | Tapis volant                         | Zierer            | 1983              | 2014               |       |
| Frisbee     | Frisbee                              | Huss Rides        | 2000              | 2004               |       |
| Round Up    | Round-up                             | Frank Hrubetz     | 1977              | 1985               |       |
| Sky Flyer   | Kamikaze                             | Vekoma            | 1988              | 2004               |       |
| Taikajoki   | Balade en bateau                     |                   | 1979              | 2016               |       |

## Delphinarium
Le parc comprenait parmi ses attractions le dernier delphinarium du pays. Ses quatre grands dauphins ont été transférés au Parc zoologique Attique, en Grèce, en août 2016,.

## Histoire
En juin 2012, le parc inaugure une zone avec des attractions sur le thème du jeu vidéo Angry Birds.